# Bataille de Cerro de Barrabás
Guerre d'indépendance du Mexique
La bataille de Cerro de Barrabás est une action militaire de la guerre d'indépendance du Mexique qui eut lieu le 30 septembre 1818 sur les pentes du Cerro de Barabbas dans la banlieue de la ville de Zirándaro, État de Guerrero. Les insurgés commandés par le général Vicente Guerrero, alors nommé général en chef des troupes du Sud, remportèrent la victoire sur les forces royalistes commandées par le général José Gabriel de Armijo (es). L'armée des insurgés, après avoir résisté à l’assaut de l'armée du Nouveau Mexique, parvint à repousser les forces royalistes hors du champ de bataille jusqu'à l'église du village où elle resta confinée huit jours jusqu'à la déroute finale des Espagnols. Après la bataille, une centaine de soldats royalistes étaient encore valides et Guerrero s'empara de plus de 400 fusils.

## Sources
- Zárate, Julio (1880), «La Guerra de Independencia», en Vicente Riva Palacio, México a través de los siglos, volume 3, México: Ballescá y compañía.